# Fissidens pygmaeus
Fissidens pygmaeus là một loài Rêu trong họ Fissidentaceae. Loài này được Hornsch. mô tả khoa học đầu tiên năm 1841.